# EDHEC Business School
Az EDHEC Business School egy európai felsőoktatási intézmény, amely az üzleti tudományok terén nyújt posztgraduális képzést. Öt campusa van, Párizsban, Londonban, Lille-ben, Nizzában és Szingapúrban. 1906-ban alapították az intézményt.
2015-ben az EDHEC a Financial Times rangsora szerint a legjobb 25 európai üzleti iskola között szerepelt. Az intézmény MBA programja a 84. helyen szerepel.
Az iskola programjai AMBA, EQUIS és AACSB hármas akkreditációval rendelkeznek. Az intézmény legismertebb végzősei közé olyan személyiségek tartoznak, mint Delphine Arnault (Deputy CEO Louis Vuitton) és Jean-Jacques Goldman (Grammy-díjas francia énekes és dalszövegíró).

## Külső hivatkozások
- Hivatalos oldal